# Paul Benoit (compositeur)
Pour les articles homonymes, voir Paul Benoit et Benoit.
Dom Paul Benoit OSB, né le 9 décembre 1893 à Nancy (France), et mort le 10 avril 1979 à Clervaux (Luxembourg), est un moine bénédictin, un organiste et un compositeur luxembourgeois.

## Biographie
Pendant la Première Guerre mondiale, Benoît commence à ressentir en lui la vocation de devenir moine bénédictin. Après l'Armistice de 1918, il fait une retraite à l'abbaye bénédictine de Saint-Maurice et de Saint-Maur à Clervaux au nord du Grand-Duché de Luxembourg , à la suite de laquelle il entre à l'abbaye en 1919. Après la profession des vœux (1921) et l'ordination sacerdotale (1926), il est appelé "Dom Paul Benoit" - 'Dom' étant le titre traditionnel que les bénédictins reçoivent après leurs vœux.
Dom Benoit entre en contact avec la musique à l'âge de sept ans, quand il reçoit des cours de piano de sa mère. Ensuite, il prend des cours d'orgue auprès de Mademoiselle Hess de Nancy. Après son ordination sacerdotale, il poursuit ses études d'orgues auprès d'Albert Leblanc, alors organiste de la cathédrale Notre-Dame de Luxembourg, et surtout auprès d'Augustin Pierson, organiste de la cathédrale Saint-Louis de Versailles (dont d'ailleurs le frère fut également moine à Clervaux), et où il est surtout introduit à l'œuvre de J. S. Bach et de Louis Vierne, qui va beaucoup le marquer. En même temps, il donne des cours d'orgue aux organistes de la région de Clervaux.
En 1931, Benoit devient organiste-titulaire des orgues Mutin-Cavaillé-Coll (3 claviers, 20 jeux) de « son » abbaye, afin de remplacer son prédécesseur qui souffre de problèmes de santé. Bien qu'il ait déjà écrit l'une ou l'autre pièce durant son enfance, il commence à cet âge-là avec la composition. Dans une auto-biographie, il dit qu'il s'est inspiré auprès de J. S. Bach (contrepoint), Louis Vierne (chromatique), Claude Debussy (structure rythmique libre) et Maurice Ravel (chromatique). Mais sa source essentielle, c'est le chant grégorien, tel qu'il l'entend jour après jour dans la liturgie. Le style de Benoît peut être désigné comme mélodique-pentatonique. Il utilise avec aisance les neuvièmes, onzièmes et treizièmes, et la mélodie est souvent combinée à des accords tenus. Ses compositions sont transparentes, jamais trop somptueuses, et dans les passages plus calmes, Benoit réussit à créer un réel climat mystique. D'après les conseils de son directeur spirituel, Benoît utilise le temps de prière personnelle dans sa chambre pour composer, puisqu'il sait se rapprocher le plus de Dieu de cette façon. D'ailleurs, Benoît compose uniquement pour Dieu, et il ne donne jamais de récital public.
En 1945, Benoit fait la connaissance du père dom Georges Chopiney, qui vient de s'installer à l'abbaye de Clervaux, et qui devient son suppléant et un bon ami. Chopiney souligne dans son nécrologue que Benoît s'intéressait également - un peu comme Olivier Messiaen aux plantes et aux animaux. Il aimait faire des promenades dans les forêts, afin d'admirer les marécages et les animaux (les oiseaux, les papillons, même les insectes). En outre, il s'occupait d'une petite station de météo.
Du point de vue caractère, d'après Chopiney, Benoit était un personnage complexe. D'un côté, il était un homme très sensible, anxieux et timide, qui avait un grand besoin d'être aimé, tout en ayant des difficultés à entrer en relation avec d'autres personnes. En même temps, il était un peu jaloux et pouvait être très dominant, voire autoritaire, bien qu'il fût un homme profondément humble. En outre, il était doté d'une sorte de naïveté enfantine et pouvait s'exalter rapidement. Chopiney conclut avec les mots suivants : "En définitive, Dom Benoît ne fut jamais rien d'autre qu'un enfant. […] Il avait une âme d'enfant, limpide, naïve et candide.".
Dom Benoit meurt le 10 avril 1979 à Clervaux et nous laisse une œuvre pour orgue abondante, dont une grande partie n'a pas (encore) été publiée.

## Famille

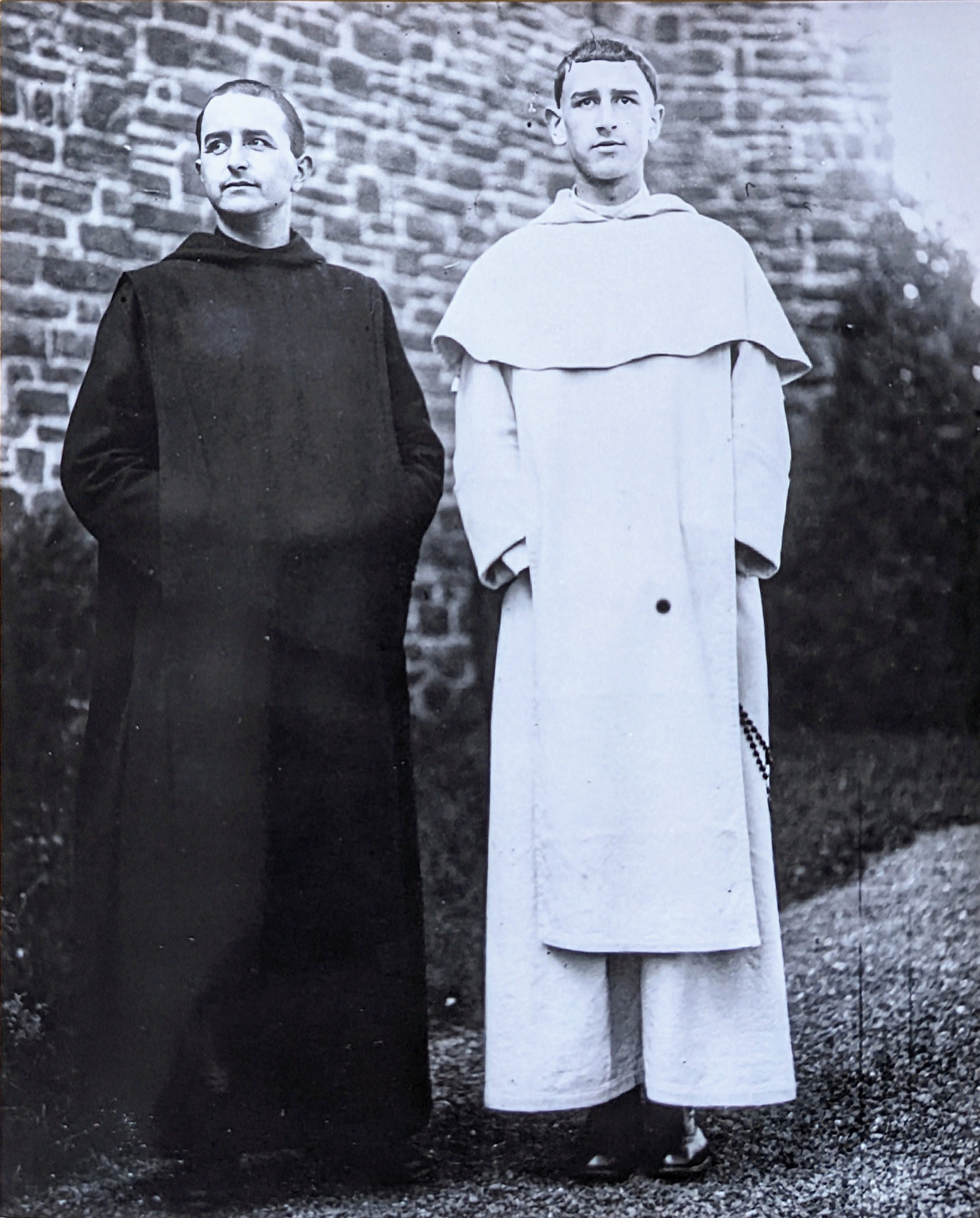
Paul et son frère Maurice dit Pierre BENOIT OP

Paul est l'ainé d'une fratrie de six garçons. Le benjamin des frères est Pierre Benoit (dominicain). 

## Œuvres
- PB 01 - Élévations pour les Messes IX-X-XI (Combre, Paris)[4]
- PB 02 - Élévations pour la Messe XI (Combre, Paris)
- PB 05 - 2 Fantaisies pour orgue (Combre, Paris)
- PB 08 - 50 Élévations (CPP/Belwin, Miami/London)[5]
- PB 09 - Diptyque en l'honneur de Ste Thérèse (Combre, Paris)
- PB 11 - 7 pièces pour harmonium ou orgue (Combre, Paris)
- PB 15 - 60 Pièces dévotionnelles (CPP/Belwin, Miami/London)
- PB 21 - Versets du Magnificat (Art Sacré, Clervaux)[6]
- PB 22 - Pièces d'orgue pour l'année liturgique (Art Sacré, Clervaux) - Réédition de: 
  - PB 03 - Au soir de l'Ascension du Seigneur (Fisher & Bro. 7934, 1943)
  - PB 04 - Noël basque (Fisher & Bros. 7961, 1943)
  - PB 06 - 10 petites fugues sur des thèmes liturgiques (Société anonyme Nancy)
  - PB 10 - 4 préludes pour grand orgue (Fisher & Bro. 8509)
  - PB 12 - Pièces d'orgue (Fisher & Bro. 8774)
  - PB 16 - Esquisses liturgiques (Fisher & Bro. 9517)
  - PB 17 - Triptyque pour orgue (pro defunctis)
- PB 23 - (Art Sacré, Clervaux) - Réédition de: 
  - PB 07 - Suite liturgique pour Pâques (Fisher & Bro. 8362, 8455, 8359, 8360)
  - PB 19 - Toccata sur "Ite Missa est" VIII
  - PB 20 - Offertoire sur la Séquence "Te Johannes"
- PB 24 - (Art Sacré, Clervaux) - Réédition de: 
  - PB 13 - Le Chant intérieur (Fisher & Bro. 8841)
  - PB 14 - 41 Élévations (Fisher & Bro. 8984)
  - PB 18 - Ode pour la paix, pour grand orgue (Fisher & Bro. 9286)
- PB 25 - Noël original avec 6 variations (Art Sacré, Clervaux)
- PB 26 - Nativité et Pâques à l'abbaye de Clervaux (Art sacré, Clervaux)
- PB 27 - Consolatrix Afflictorum (Art sacré, Clervaux),  (ISBN 2-87996-850-X))
- PB 28 - Livre d'Orgue Anniversaires 2009 (Art sacré, Clervaux)

À noter qu'une grande partie de ses œuvres n'ont pas (encore) été publiées.

## Discographie
- Année liturgique (LP, enregistré à Clervaux par Albert Leblanc, Luxembourg Sound LS 30 721, à l'occasion du cinquantenaire de la prononciation des vœux)
- Pâques, Le Chant Intérieur (CD, enregistré à Clervaux par Carlo Hommel, 1991, K617 France, K6170201991; également contenu dans le coffret Carlo Hommel de 2006, K617CARLO1-4)
- Nativité et Pâques (2 CD, enregistrés à Clervaux par Carlo Hommel, 2000, K617 France)
- Consolatrix Afflictorum (CD, enregistré à Clervaux par Gérard Close, 2007, Art sacré, RCB01042007)